# Острів Льюїс
О́стрів Лью́їс (англ. Isle of Louis шотл. гел. Leòdhas) — північна частина острова Льюїс в архіпелазі Зовнішніх Гебридів, входить до складу адміністративної одиниці Західні острови (Na h-Eileanan Siar).
Площа Льюїса — 1 770 км², суша рівна. Найвища вершина — гора Мілісвал, 574 м над рівнем моря.
Населення острова становить 18 500 осіб. Найбільше містечко і адміністративний центр — Сторновей.
Калланіш — дольмен, що складається з декількох каменів. Розташований на західному узбережжі острова. Перебудовувався між 2900 і 2600 роками до н. е.
Острів не має мостів, пороми перевозять пасажирів до решти островів.

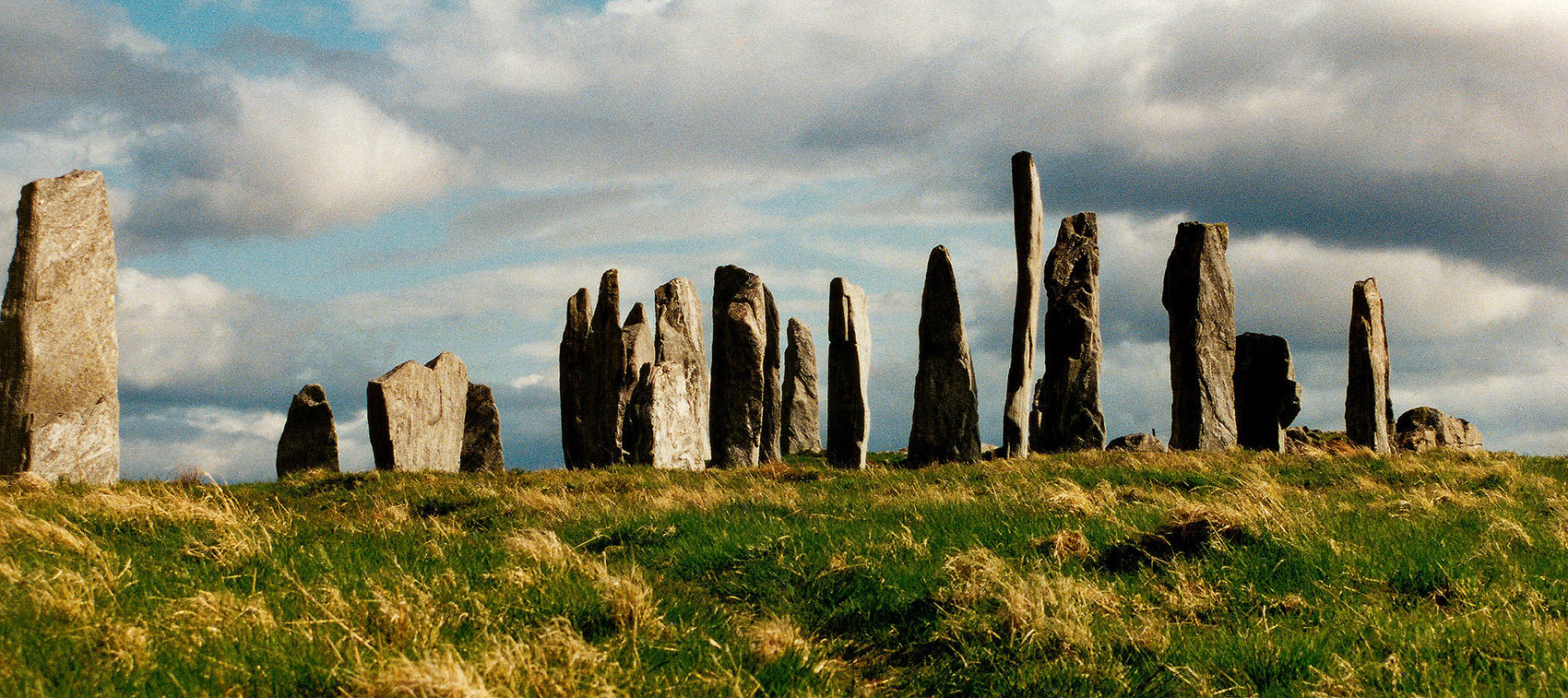
Камені Калланіш

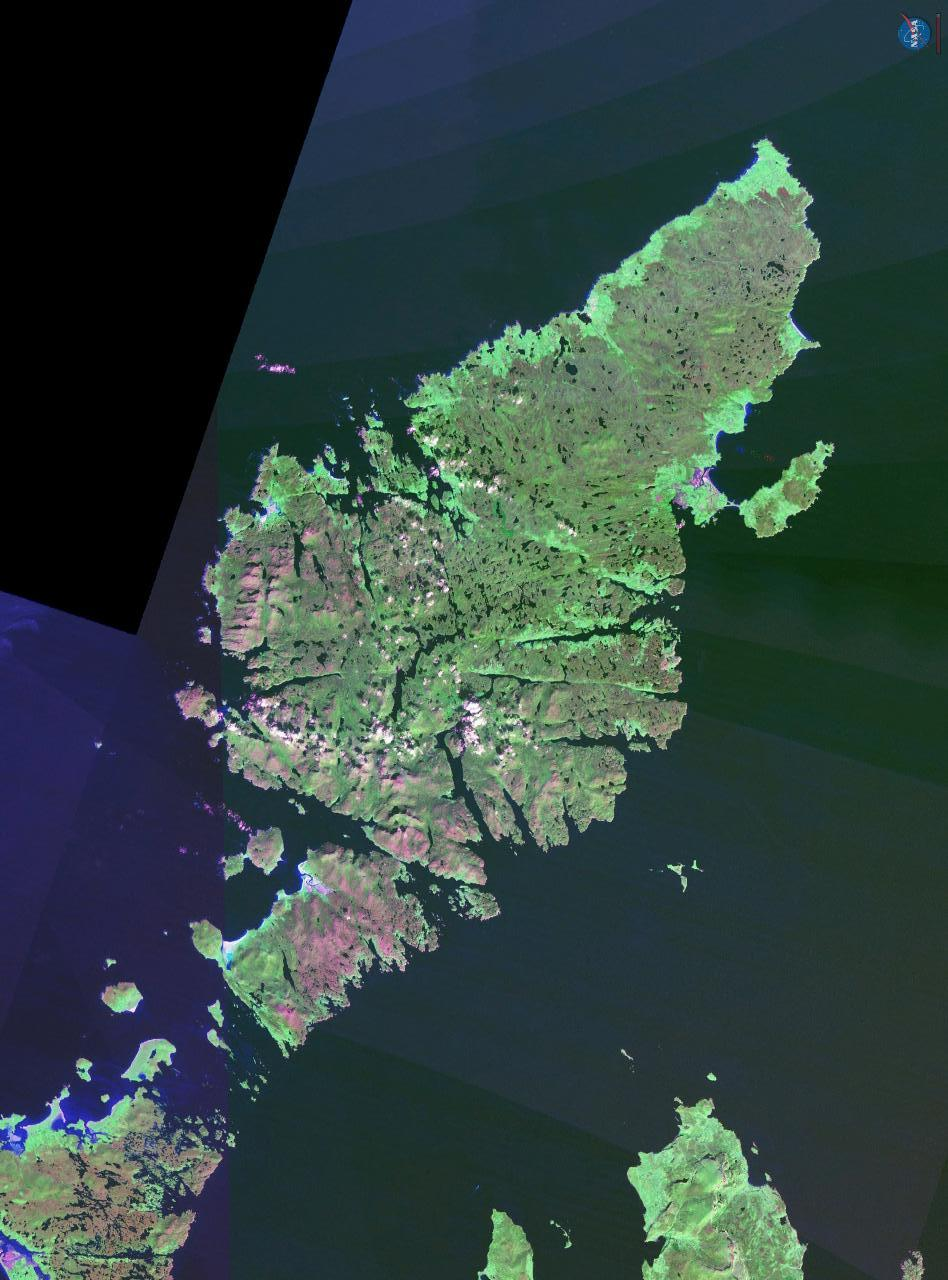
Льюїс та Гарріс. Знімок з космосу